# 범인도피죄
| |
| 형법 刑法 |
| 형법학 · 범죄 · 형벌 죄형법정주의 |
| 범죄론 |
| 구성요건 · 실행행위 · 부작위범 간접정범 · 미수범 · 기수범 · 중지범 불능범 · 상당인과관계 고의 · 고의범 · 착오 과실 · 과실범 공범 · 정범 · 공동정범 공모공동정범 · 교사범 · 방조범 |
| 항변 |
| 위법성조각사유 · 위법성 · 책임 · 책임주의 책임능력 · 심신상실 · 심신미약 · 정당행위 · 정당방위 · 긴급피난 · 오상방위 · 과잉방위 · 강요된 행위                                     |
| 죄수 |
| 상상적 경합 · 연속범 · 병합죄 |
| 형벌론 |
| 사형 · 징역 · 금고 벌금 · 구류 · 과료 · 몰수 법정형 · 처단형 · 선고형 자수 · 작량감경 · 집행유예                                                                                  |
| 대인범죄 |
| 보통살인죄 · 존속살해죄 · 자살교사·방조죄 |
| 촉탁승낙살인죄 · 영아살해죄 · 낙태죄 |
| 상관살해죄 |
| 폭행죄 · 상해치사죄 · 절도죄 |
| 성범죄 · 성매매알선 · 강간죄 |
| 유괴 · 과실치사상죄 · |
| 대물범죄 |
| 손괴죄 · 방화죄 |
| 절도죄 · 강도죄 · 사기죄 |
| 사법절차 방해죄 |
| 공무집행방해죄 · 뇌물죄 |
| 위증죄 · 배임죄 |
| 미완의 범죄 |
| 시도 · 모의 · 공모 |
| 형법적 항변 |
| 자동증, 음주 & 착오 |
| 정신 이상 · 한정책임능력 |
| 강박 · 필요 |
| 도발 · 정당방위 |
| 다른 7법 영역 |
| 헌법 · 민법 · 형법 |
| 민사소송법 · 형사소송법 · 행정법 |
| 포털: 법 · 법철학 · 형사정책 |
| v • d • e • h |

범인도피죄 혹은 범인은닉죄(犯人隱匿罪)는 벌금 이상의 형에 해당하는 죄를 범한 자를 은닉 또는 도피하게 하는 죄. 3년 이하의 징역 또는 500만원 이하의 벌금에 처한다(151조 1항). 본죄의 보호법익은 형사사법(刑事司法)에 관한 국권의 작용이다. '벌금 이상의 형에 해당하는 죄'라고 함은 법정형 중 가장 중한 형이 벌금 이상으로 되어 있는 자를 말하며 형법 각칙에 규정된 죄는 전부 이러한 죄에 해당한다. '죄를 범한 자'라 함은 실제로 벌금 이상의 형에 해당하는 죄를 범한 자뿐 아니라 그 혐의를 받고 수사 또는 소추 중에 있는 자도 포함된다고 본다(판례). 그러나 고소권의 소멸,시효의 완성,사면 등에 의하여 공소권이 소멸된 자는 '죄를 범한 자'에서 제외된다. 다만 친고죄에 있어서 고소의 제기가 없더라도 본죄는 성립한다. '은닉'은 관헌의 발견·체포를 면할 수 있는 장소를 제공하는 행위, '도피'는 은닉 이외의 방법으로 관헌의 발견·체포를 면하게 하는 일체의 행위를 말한다. 범인 또는 도피자 자신의 은닉행위는 죄가 되지 않지만, 타인을 교사·방조하여 자기를 은닉·도피하게 한 경우에는 범인은닉·도피교사·방조죄가 성립된다. 친족·호주 또는 동거의 가족이 본인을 위하여 은닉·도피시켜 준 때에는 처벌하지 아니한다(151조 2항). 친족간의 정의(情誼)를 고려하여 형을 면제하기로 한 것이다.
또 범인의 자수나 타인의 고소 또는 고발을 저지한다든지 진범인을 대신하여 범인인 것처럼 신고하는 등의 행위도 이에 포함된다.

## 조문
제151조(범인은닉과 친족간의 특례) ①벌금 이상의 형에 해당하는 죄를 범한 자를 은닉 또는 도피하게 한 자는 3년 이하의 징역 또는 500만원 이하의 벌금에 처한다.

## 사례

### 긍정사례
- 범인이 아닌 甲이 수사기관에 범인임을 자처하고 허위진술을 하여 진범이 체포되거나 발견되는 데 장애를 준 경우[1]
- A가 기소중지자인 것을 알면서도 甲이 A의 부탁을 받고 다른 사람의 명의로 대신 임대차계약을 체결해 준 경우[2]

### 부정사례
- 참고인이 수사기관에서 범인에 관하여 조사를 받으면서 그가 알고 있는 사실을 묵비하거나 허위로 진술한 것만으로는 범인도피죄를 구성하지 않는다[3]
- 현실적으로 범인에게 송금하지 아니한 이상 아직 형사사법작용을 방해하는 위험을 초래한 데에까지 이른 것은 아니어서 현행법상 처벌규정이 없는 범인도피의 예비에 불과하므로 범인도피죄로 처벌할 수는 없다[4]

## 판례
- 경찰공무원이 지명수배 중인 범인을 발견하고도 직무상 의무에 따른 적절한 조치를 취하지 아니하고 오히려 범인을 도피하게 하는 행위를 하였다면 그 직무위배의 위법상태는 범인도피행위 속에 포함되 어 있다고 보아야 할 것이므로 이와 같은 경우에는 작위범인 범인도피죄만이 성립하고 부작위범인 직무유기죄는 따로 성립하지 아니한다[5]
- 수사기관에서 조사받는 피의자가 사실은 게임장의 종업원임에도 불구하고 자신이 실제 업주라고 허위로 진술하고 나아가 게임장의 운영 경위, 자금 출처, 게임기 등의 구입 경위, 점포의 임대차계약 체결 경위 등에 관해서까지 적극적으로 허위로 진술하거나 허위 자료를 제시하여 수사기관이 진범의 발견 또는 체포를 곤란 내지 불가능하게 할 정도에 이른 경우에는 범인도피죄를 구성한다.[6]

- 공범 중 1인이 그 범행에 관한 수사절차에서 참고인 또는 피의자로 조사받으면서 자기의 범행을 구성하는 사실관계에 관하여 허위로 진술하고 허위 자료를 제출하는 행위가 다른 공범을 도피하게 하는 결과가 된다고 하더라도 범인도피죄로 처벌할 수 없고, 다른 공범이 이러한 행위를 교사하였더라도 범인도피교사죄가 성립하지 않는다.[7]
- 형법 제151조의 범인도피죄는 수사, 재판 및 형의 집행 등에 관한 국권의 행사를 방해하는 행위를 처벌하려는 것이므로 형법 제151조 제1항에서 정한 ‘죄를 범한 자’는 범죄의 혐의를 받아 수사대상이 되어 있는 사람이면 그가 진범인지 여부를 묻지 않고 이에 해당한다[8]
- 범인 스스로 도피하는 행위는 처벌되지 않으므로 범인이 도피를 위하여 타인에게 도움을 요청하였고 실제 그 타인이 범인도피에 도움을 주었다 하더라도 타인에게 도움을 요청한 행위가 통상적 도피행위의 범주에 속하는 한 범인도피교사죄는 성립하지 않는다.[9]
- 공범자의 범인도피행위의 도중에 그 범행을 인식하면서 그와 공동의 범의를 가지고 기왕의 범인도피상태를 이용하여 스스로 범인도피행위를 계속한 경우에는 범인도피죄의 공동정범이 성립한다.[10]
- 피의자가 사실은 게임장․오락실․피씨방 등의 실제 업주가 아니라 그 종업원임에도 불구하고 자신이 실제 업주라고 허위로 진술하였다고 하더라도 그 자체만으로 범인도피죄를 구성하는 것은 아니다.[11]
- 범인 甲이 도피하기 위하여 타인으로 하여금 허위의 자백을 하게 하는 등으로 범인도피죄를 범하게 하는 경우 그것이 방어권의 남용으로 볼 수 있을 때에는 범인도피교사죄에 해당할 수 있다[12]
- 피고인이 검사로부터 범인을 검거하라는 지시를 받고서도 그 직무상의 의무에 따른 적절한 조치를 취하지 아니하고 오히려 범인에게 전화로 도피하라고 권유하여 그를 도피케 하였다는 범죄사실만으로는 직무위배의 위법상태가 범인도피행위 속에 포함되어 있는 것으로 보아야 할 것이므로, 이와 같은 경우에는 작위범인 범인도피죄만이 성립하고 부작위범인 직무유기죄는 따로 성립하지 아니한다.[13]
- 범인도피죄는 범인은닉 이외의 방법으로 범인에 대한 수사, 재판 및 형의 집행 등 형사사법의 작용을 곤란 또는 불가능하게 하는 행위로서 위험범에 해당하여 실질적으로 형사사법의 작용을 방해하는 결과가 초래될 것이 요구되지 않는다[14]
- 검사로부터 갑의 검거를 지시받은 경찰이 오히려 갑에게 전화하여 "형사들이 갈테니 튀라"고 하였다면 범인도피죄가 성립한다.[15]
- 진범 대신 자수하거나 수사기관에서 자신이 범인이라고 허위진술하는 경우도 범인은닉죄가 성립한다.[16]
- 불가벌의 친족이 제3자를 교사한 경우는 범인이 자신이 제3자를 교사하여 자기를 은닉시킨 경우와 같이 해석하여 교사범이 성립한다.[17]
- 범인이 자신을 위하여 타인으로 하여금 허위의 자백을 하게 하여 범인도피죄를 범하게 하는 행위는 방어권의 남용으로 범인도피교사죄에 해당한다[18].
- 범인이 기소중지자임을 알고도 범인의 부탁으로 다른 사람의 명의로 대신 임대차계약을 체결해 준 행위는 범인도피죄에 해당한다[19]
- 사실혼 관계에 있는 자가 벌금 이상의 형에 해당하는 죄를 범한 자라는 것을 인식하면서도 도피하게 한 경우(행위당시 아직 수사대상이 되어 있지 않은 경우)에도 처벌된다[20]

- 검사로부터 범인을 검거하라는 지시를 받은 경찰관이 범인을 도피케 한 경우에 범인도피죄외에 직무유기죄가 따로 성립하지 않는다[21]

### '도피하게 하는 행위'의 의미
- 형법 제151조 소정의 범인도피죄에서 '도피하게 하는 행위'는 은닉 이외의 방법으로 범인에 대한 수사, 재판 및 형의 집행 등 형사사법의 작용을 곤란 또는 불가능하게 하는 일체의 행위를 말하는 것으로서 그 수단과 방법에는 어떠한 제한이 없고, 또한 위 죄는 위험범으로서 현실적으로 형사사법의 작용을 방해하는 결과가 초래될 것이 요구되지 아니하지만, 같은 조에 함께 규정되어 있는 은닉행위에 비견될 정도로 수사기관의 발견·체포를 곤란하게 하는 행위 즉 직접 범인을 도피시키는 행위 또는 도피를 직접적으로 용이하게 하는 행위에 한정된다고 해석함이 상당하고, 그 자체로는 도피시키는 것을 직접적인 목적으로 하였다고 보기 어려운 어떤 행위의 결과 간접적으로 범인이 안심하고 도피할 수 있게 한 경우까지 포함되는 것은 아니다[22].

### 도주원조죄
도주죄의 범인이 도주행위를 하여 기수에 이른 이후에 범인의 도피를 도와 주는 행위는 범인도피죄에 해당할 수 있을 뿐 도주원조죄에는 해당하지 아니한다

### 참고인의 경우
수사기관은 범죄사건을 수사함에 있어서 피의자나 참고인의 진술 여하에 불구하고 피의자를 확정하고 그 피의사실을 인정할 만한 객관적인 제반 증거를 수집, 조사하여야 할 권리와 의무가 있다. 따라서 참고인이 수사기관에서 범인에 관하여 조사를 받으면서 그가 알고 있는 사실을 묵비하거나 허위로 진술하였다고 하더라도, 그것이 적극적으로 수사기관을 기만하여 착오에 빠지게 함으로써 범인의 발견 또는 체포를 곤란 내지 불가능하게 할 정도가 아닌 한 범인도피죄를 구성하지 않는다. 이러한 법리는 피의자가 수사기관에서 공범에 관하여 묵비하거나 허위로 진술한 경우에도 그대로 적용된다

### 범인도피교사죄
- 범인이 자신을 위하여 타인으로 하여금 허위의 자백을 하게 하여 범인도피죄를 범하게 하는 행위는 방어권의 남용으로 범인도피교사죄에 해당한다.[25]

## 사후공범
Accessory after the fact라고 하며 영미법에서는 범죄 후 도피나 은닉, 처벌 회피를 돕는 것을 사후공범으로 보아 처벌한다.

## 참고문헌
- 정재희. "범인도피죄와 위증죄에서 자기 사건 교사의 처벌가능성." 저스티스 -.171 (2019): 111-135.
- 김병수. "구체적 위험범으로서 범인도피죄." 형사법연구 25.1 (2013): 241-269.
- 윤동호. "범인도피죄가 아니라 범인도피원조죄로서 필요적 공범의 새로운 유형인 ‘원조범’." 비교형사법연구 21.1 (2019): 185-204.
- 이승련. "참고인의 허위진술과 범인도피죄." 刑事判例硏究 12.- (2004): 368-378.
- 편집부(편집자). "[형법] 증뢰물전달죄, 횡령죄, 자기 범인도피죄." 고시계 66.5 (2021): 71-76.
- 조현욱, 류여해. "범인도피교사죄가 성립하는 경우와 그 경우 방어권 남용 여부의 판단기준 - 대법원 2014. 4. 10. 선고 2013도12079 판결; 부산지방법원 2015. 12. 11. 선고 2015노2508 판결 -." 서울법학 24.1 (2016): 287-315.
- 정현미. "범인은닉죄의 해석론의 비교법적 접근 -독일 형법 제258조 처벌방해죄와 비교-." 비교형사법연구 8.2 (2006): 201-225.
- 편집부(편집자). "[형법] 범인은닉죄, 공무집행방해죄 등." 고시계 67.4 (2022): 141-144.
- 편집부(편집자). "[형법] 직무유기죄와 범인은닉죄 등." 고시계 64.12 (2019): 126-132.
- 이효진. "범인은닉·도피죄와 방어권의 관계 - 대판 2014. 4. 10. 2013도12079, 대판 2018. 8. 1. 2015도20396 -." 강원법학 62.- (2021): 459-494.

## 같이 보기
- 대한민국 형법 제151조 범인은닉죄
- 대한민국 형법 제155조 증거인멸죄